# Huazhai
Huazhai (kinesiska: 花寨) är en socken i nordvästra Kina. Den ligger i stadsdistriktet Ganzhou i staden Zhangye i provinsen Gansu, omkring 420 kilometer nordväst om provinshuvudstaden Lanzhou. Antalet invånare är 6 846. Befolkningen består av 3 321 kvinnor och 3 525 män. Barn under 15 år utgör 17,0 %, vuxna 15-64 år 73 %, och äldre över 65 år 8,0 %.